# Dieter Pfaff

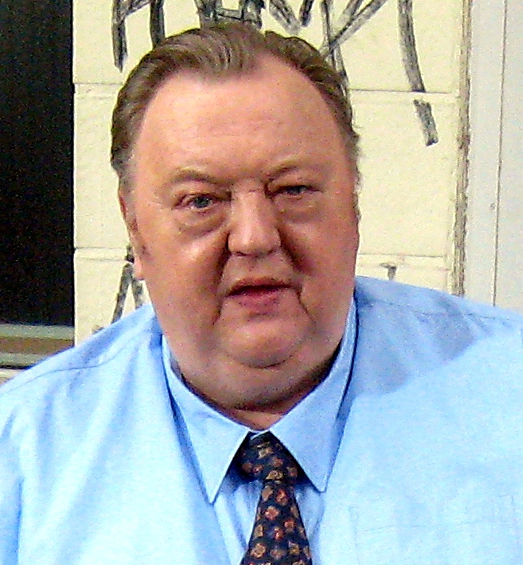
Dieter Pfaff (2010).

Dieter Pfaff, född 2 oktober 1947 i Dortmund, död 5 mars 2013 i Hamburg, var en tysk skådespelare.
Pfaff hade en lång karriär i Tyskland och är där kanske mest känd i rollen som kommissarie Sperling, en tysk motsvarighet till svenske Martin Beck. I filmerna Beck – Den japanska shungamålningen och Beck – Flickan i jordkällaren från 2007 respektive 2006 har produktionsbolagen låtit Beck och Sperling samarbeta i två av filmerna.

## Filmografi (urval) (I Sverige)
- 2002 – Goebbels und Geduldig
- 2007 - Beck – Den japanska shungamålningen
- 2006 - Beck – Flickan i jordkällaren (TV-film)